# کاخ کنزینگتون
کاخ کنزینگتون (به انگلیسی: Kensington Palace) یکی از کاخ‌های سلطنتی انگلیس است که در کنزینگتون لندن واقع شده‌است.
این کاخ در ابتدا عمارت ناتینگهام نام داشت زیرا ارل ناتینگهام در آنجا ساکن بود ولی شاه ویلیام سوم در ۱۶۸۹ آنجا را خریداری نمود و از آن زمان تا ۱۷۶۰ به عنوان اقامتگاه اختصاصی پادشاه مورد استفاده قرار می‌گرفت. ملکه ویکتوریا در ۱۸۱۹ و ملکه مری، همسر جرج پنجم، در ۱۸۶۷ در این کاخ زاده شدند. این کاخ همچنین محل زندگی دایانا، شاهدخت ولز، همسر چارلز، شاهزاده ولز، پسر بزرگ و ولیعهد پیشین و شاه کنونی فرمانروای بریتانیا الیزابت دوم بود.
امروزه قسمت‌هایی از کاخ که شامل دفاتر و سکونتگاه‌های شخصی می‌شوند هنوز در اختیار خاندان سلطنتی قرار دارد ولی قسمت‌های دیگر برای بازدید عموم آزاد است. همچنین موزه لندن تا ۱۹۷۶ در این کاخ قرار داشته‌است.

## نگارخانه

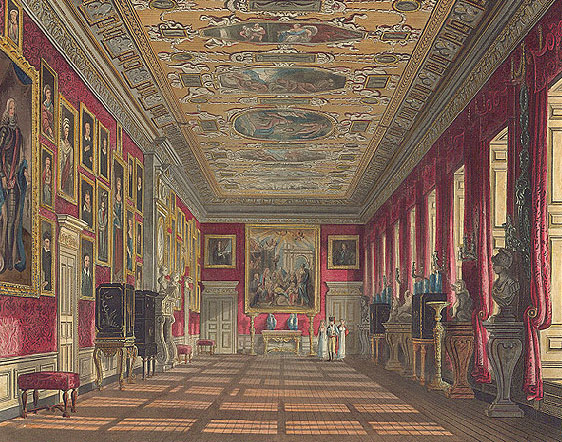
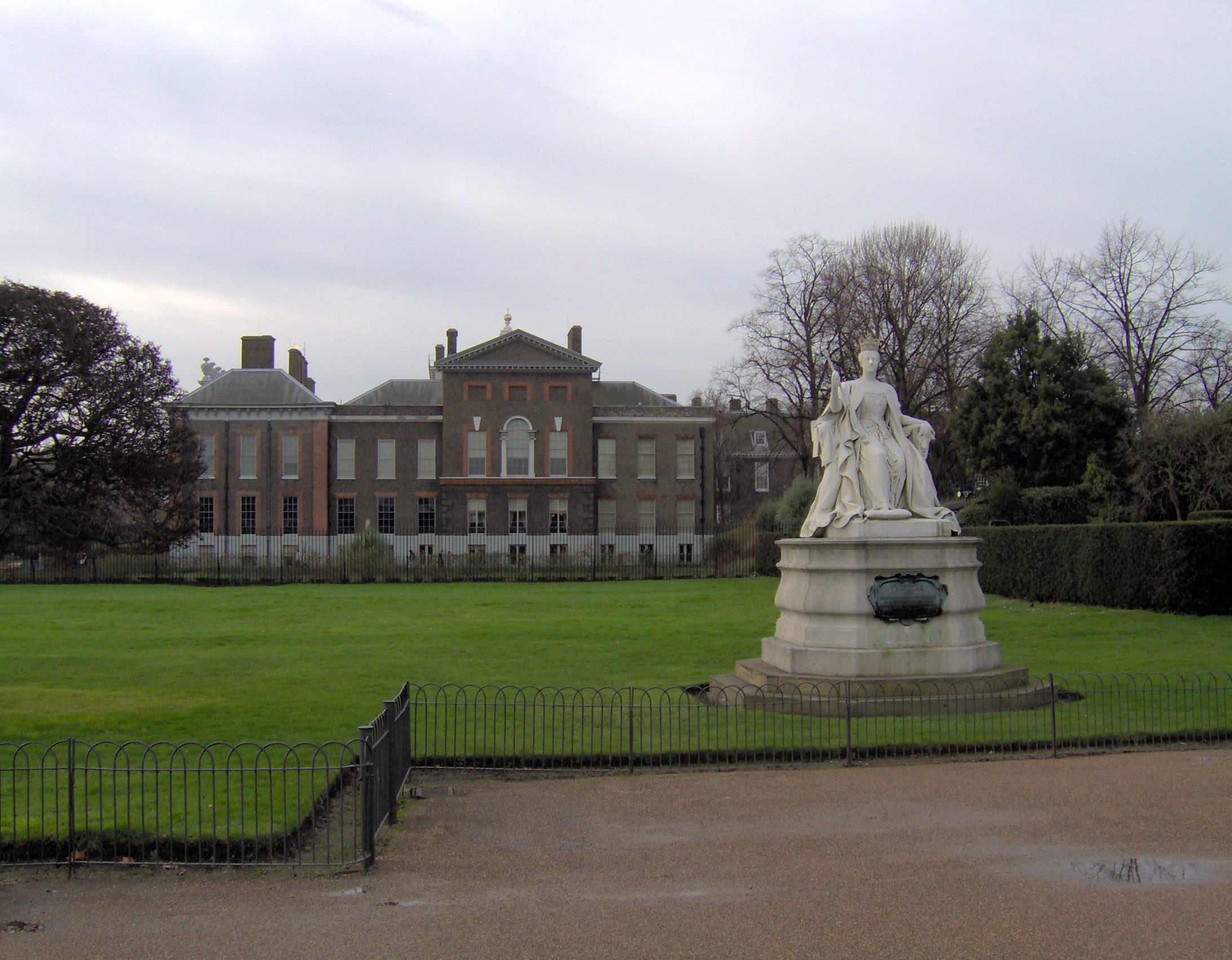
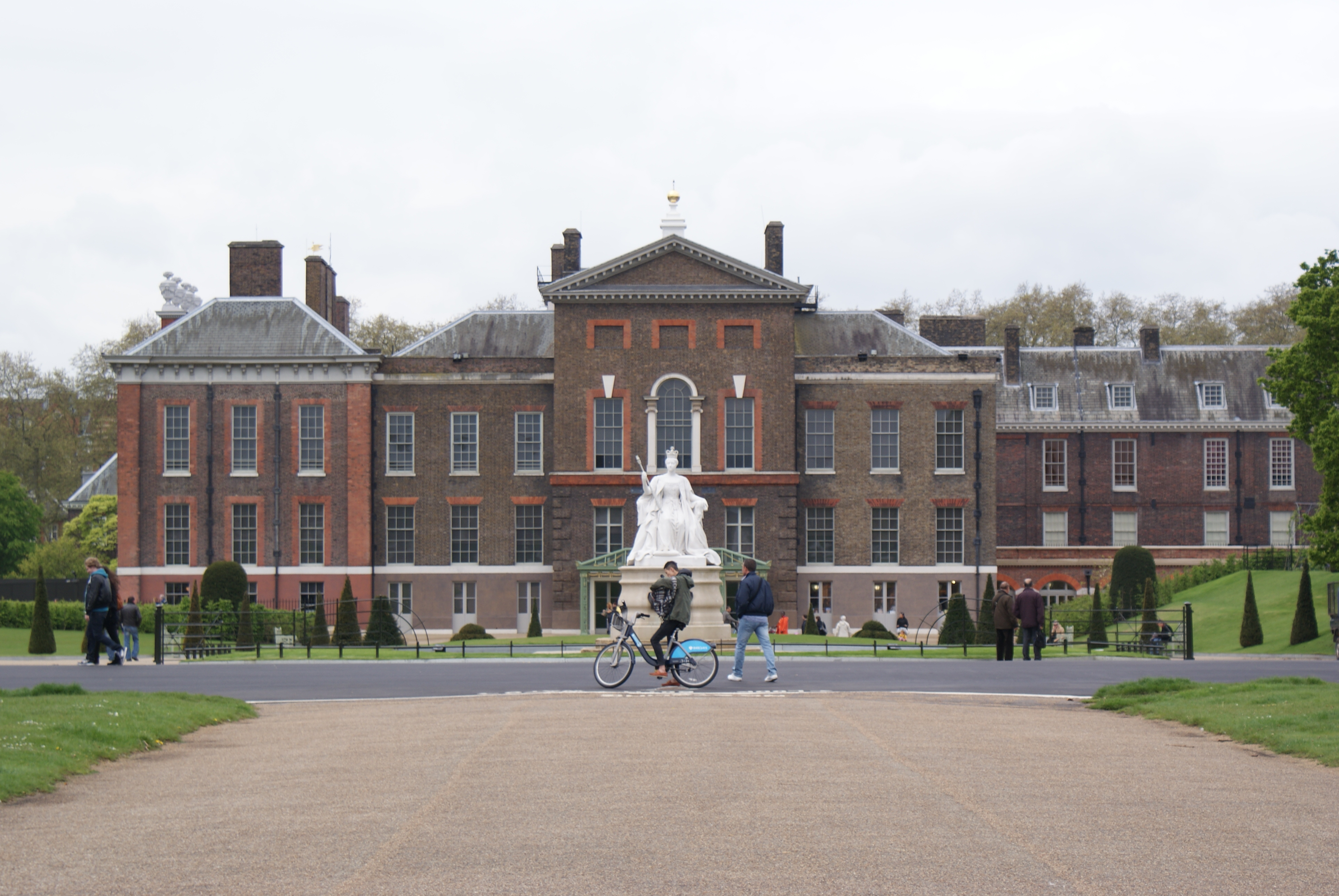
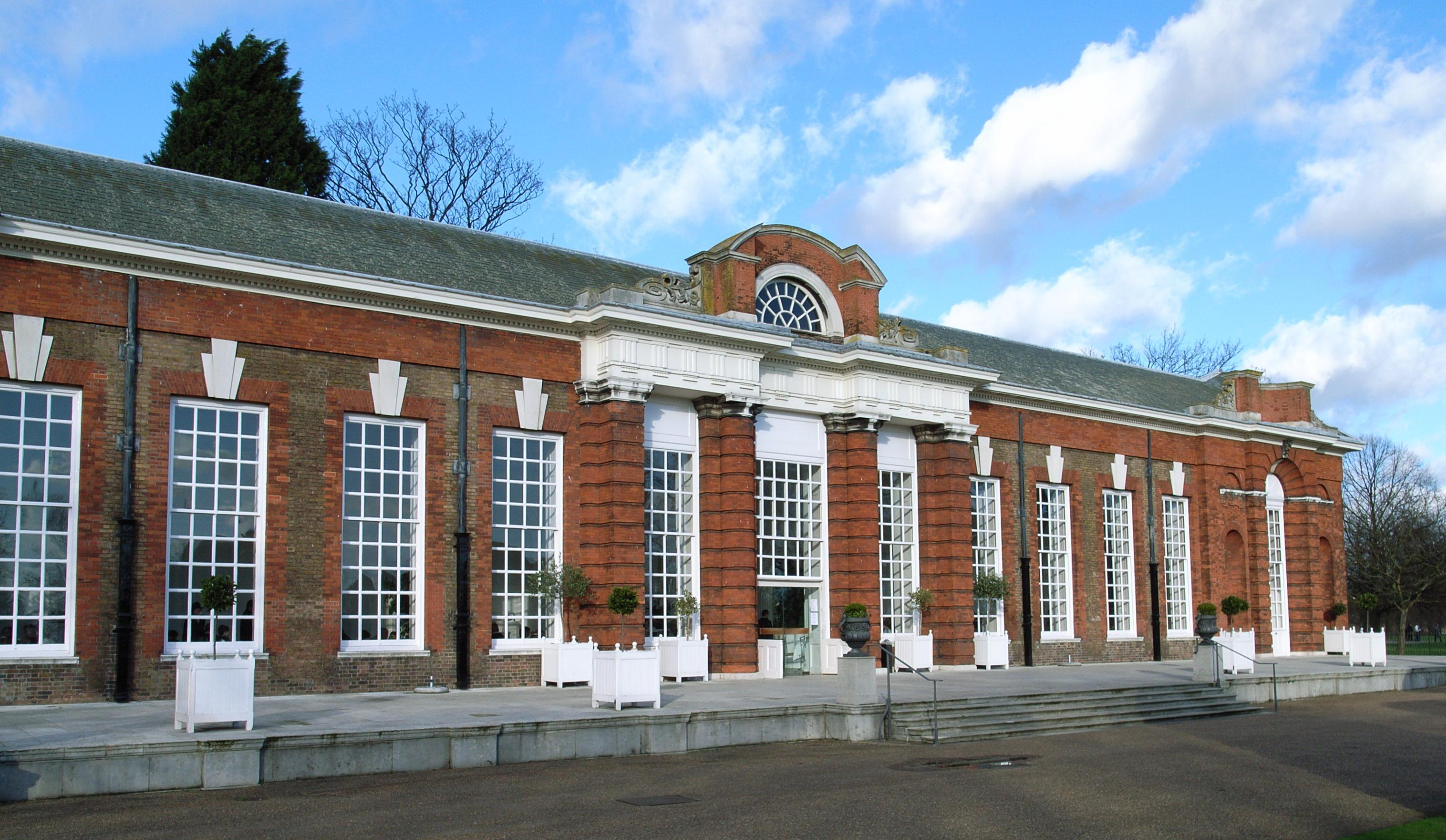